# Слевидово
Слеви́дово — деревня в Перемышльском районе Калужской области, в составе муниципального образования Сельское поселение «Село Калужская опытная сельскохозяйственная станция».

## География
Расположена на правом берегу реки Оки и Слевидовского озера, в 32 километрах на северо-запад от районного центра — села Перемышль и в 9 километрах на юг от областного центра — города Калуги. Рядом деревня Столпово.

## Население
| 2002 | 2010 |
| ---- | ---- |
| 1    | ↗3   |

## Археология
Поселения восточнославянских племён по берегам Оки известны с VIII века. В 1940 году советский этнограф и археолог Г. П. Гроздилов раскопал два кургана (из семи) в 150 — 200 метрах севернее деревни Слевидово. В каждом кургане было найдено несколько погребений, отличных по обряду захоронения — ингумацией и кремацией. Обломки гончарной керамики и сердоликовые бипирамидальные бусы позволяют датировать погребения по обряду кремации в этих курганах XII веком. Таким образом, в XI—XII веках обряд кремации сосуществовал с обрядом ингумации.

## История
В атласе Калужского наместничества, изданного в 1782 году, обозначается сельцо Слевидово Перемышльского уезда — в описи 15 дворов, да по ревизии душ — 168:

Сельцо Слевидово Прасковьи Федоровой дочери Сокоревой. По обе стороны оврага Лугового в коем пруд и два безымянных отвершка, дом господский деревянный, при нём сад иррегулярной, земля серо-глинистая, урожай хлеба [по]средственный, покосы травы хорошие, лес дровяной, крестьяне на пашне. На берегу реки Оки и при озере ЖиденевҌ, в реке и озере рыба разных родов.— Описания и алфавиты к Калужскому атласу
В 1867 году на военно-топографической трёхверстовой карте Калужской губернии (лист 13-14) поименовано как Слеведовка.
К 1914 году Слевидово — сельцо Заборовской волости Перемышльского уезда Калужской губернии. В 1913 году население 791 человек.
В годы Великой Отечественной войны деревня была оккупирована войсками Нацистской Германии с начала октября по конец декабря 1941 года. Освобождена в ходе Калужской наступательной операции частями 50-й армии генерал-лейтенанта И. В. Болдина.